# 斗弥
斗弥（とうわ、1990年9月 - ）は、日本の占い師、経営者。熊本市内「占い&CafeBar PLUS1」オーナー。占い師専門プロダクションLuck Out所属。本名は矢部 博之。
様々な東洋占術をもとに、独自に完成させた【属性開抛】(ぞくせいかいほう)で、1万人以上の鑑定実績を持つ。

## 略歴
東京都新宿区出身。
ミュージックバーの経営者である父とスチュワーデスの母の家庭で、長男として生まれ育つ。
高千穂大学入学後、オレゴン州立大学へ留学し、大学卒業後、漫画「夜王」のモデルであるホスト「流星」と運命的な出会いから師事。ホストとして勤務。新宿の老舗ホストクラブ「愛」に入店後、流星の右腕と言われるまで成長するも、新しい自分を探す決心からホスト業界を去る。
2018年占い師の「さかなちゃん」が経営する「銀座さかなラウンジ」勤務。同年10月、後輩から熊本にて飲食店の店舗プロデュース依頼の声をかけられ熊本へ。ひょんなことから占いを学び、占い&Cafe Bar PLUS1にて占い師デビュー。2021年2月3日前オーナーから店を買受ける。
2021年10月より占い師専門プロダクションLuck Outに所属、TBSテレビ「占いメガネ」にレギュラー出演。
2021年1月よりテレビ東京「占いリアリティSHOW どこまで言っていいですか？」にレギュラー出演。
2022年10より加藤浩次がMCを務めるテレビ東京「占いなんて信じない」レギュラー出演。

## 占術
オリジナル占術「属性開抛（ぞくせいかいほう）」、タロット、紫微斗数、九星気学、手相

## 出演

### テレビ
- 「英太郎のかたらんね （2019年、TKU）
- 「からふる」（2019年、RKK）
- 「土曜の番組」（2019年、RKK）
- 「からし蓮根のヨクバリ」（2019年、KAB）
- 「さしよりご勘弁」（2019年、KAB）
- 「からふる」週間占い担当（2019年 - 、RKK)
- 「占いメガネ」（2021年10月〜、TBSテレビ）
- 「占いリアリティSHOW どこまで言っていいですか？ 年末特番」（2021年12月28日、テレビ東京）
  - 「占いリアリティSHOW どこまで言っていいですか？」（2022年1月 - 、テレビ東京）
- 「占いなんて信じない」（2022年10月 - 、テレビ東京）
- 「スクール革命!」（2022年12月25日、日本テレビ）

### ラジオ
- 「XRADIO」（2019年12月、熊本シティーFM）
- 「パンゲア！」(2022年1月、エフエム熊本)
- 「ムンロ王子のワンダー・タロット」（2023年1月、SKYWAVE FM）

### 雑誌
- 「NEON」12星座占い（2019年12月）
- 「K.」（2019年12月）
- 「sweet 占いBook2022下半期」（2022年5月）

### イベント
- 「ヒーリングマーケット」（2019年）
- 「占いフェス ONLINE 2022 NEWYEAR」出演（2022年1月）

### Webコンテンツ
- 「占いTV」にて占いコンテンツを監修（2021年11月）
- 「BaseCamp」にてファンコミュニティ「斗弥ノ和」を開始（2021年11月）
- 「占いフェス」にて占いアトラクション「召しませ♡幸福パフェ」を監修（2022年1月）

## 占った有名人
※五十音順・ABC順
- あの
- 荒牧慶彦
- 伊藤桃々
- 岩井志麻子
- イワクラ（蛙亭）
- ヴァンビ（ヴァンゆんチャンネル）
- 植田紫帆（オダウエダ）
- 内田理央
- 内村光良（ウッチャンナンチャン）
- 大森靖子
- 小川えり
- 小田結希（オダウエダ）
- 景井ひな
- 柏木由紀（AKB48）
- 加藤浩次（極楽とんぼ）
- カノックスター
- 上國料萌衣（アンジュルム）
- 神山智洋（ジャニーズWEST）
- 河合郁人（A.B.C-Z）
- 川谷絵音（ゲスの極み乙女）
- 菊地亜美
- kemio
- 喜矢武豊（ゴールデンボンバー）
- 休井美郷
- 休日課長（ゲスの極み乙女）
- 鬼龍院翔（ゴールデンボンバー）
- 皇治
- 熊崎優美（ヴァンゆんチャンネル）
- 髙地優吾（SixTONES）
- 五関晃一（A.B.C-Z）
- 小宮璃央
- 近藤夏子
- 酒井健太（アルコ&ピース）
- 佐々木舞音
- 佐藤景瑚（JO1）
- サーヤ（ラランド）
- 重盛さと美
- 嶋佐和也（ニューヨーク）
- じんじん（パパラピーズ）
- 髙橋ひかる
- タナカガ（パパラピーズ）
- 為永幸音（アンジュルム）
- 樽美酒研二（ゴールデンボンバー）
- 知念侑李（Hey!Say!JUMP）
- DJ KOO（TRF）
- 中野周平（蛙亭）
- ナジャ・グランディーバ
- 菜乃花
- ニシノ（ラランド）
- 野村周平
- 橋本甜歌
- 濵田崇裕（ジャニーズWEST）
- 雛形あきこ
- 平子祐希（アルコ&ピース）
- ファーストサマーウイカ
- 福本大晴（Aぇ! group）
- 藤田ニコル
- 舟山久美子
- 星野晴海（THE SUPER FRUIT）
- 本郷杏奈
- 本田仁美（AKB48）
- 正門良規（Aぇ! group）
- 松本勇輝（THE SUPER FRUIT）
- 森愁斗
- 森英寿
- 八乙女光（Hey!Say!JUMP）
- 屋敷裕政（ニューヨーク）
- 山崎弘也（アンタッチャブル）
- 山田涼介（Hey!Say!JUMP）
- 山根千佳
- ゆうたろう
- ゆめっち（3時のヒロイン）
- 吉野北人（THE RAMPAGE from EXILE TRIBE）
- 與那城奨（JO1）